# Národní park Jasper
Národní park Jasper je největší park v kanadských Skalnatých horách zabírající více než 10 tisíc km². Nachází se v provincii Alberta, severně od Národního parku Banff a západně od Edmontonu. V parku se nacházejí ledovce Kolumbijského ledového pole (Columbia Icefield), horké prameny, jezera, vodopády a samozřejmě hory. Park je také domovem pro mnoho divokých zvířat, jako je medvěd grizzly, medvěd baribal, los, sob, kamzík bělák nebo bobr.

## Historie
Park je pojmenován po Jasperu Hawesovi, který v oblasti zajišťoval obchod pro North West Company. Předtím se uváděl název Fitzhugh. Park byl založen jako Lesní park Jasper 14. září 1907 a statut národního parku nabyl v roce 1930. V roce 1984 byl společně s ostatními parky kanadských Skalnatých hor prohlášen za světové přírodní dědictví UNESCO. V roce 2004 Jasper navštívilo 1 908 000 turistů.

## Zajímavá místa
Centrem parku je stejnojmenné město, které se nachází v údolí obklopeném jezery. Kousek od města se nachází známá lanovka na horu Whistlers, odkud je nádherný výhled na město i velkou část parku. Na jihu parku se rozkládá Columbia Icefield, což je ledovcová oblast, kde se nachází osm hlavních ledovců, které zabírají rozlohu 325 km² a dosahují tloušťky až 365 metrů. V jednom z údolí leží 23 km dlouhé jezero Maligne. Vodopády Athabasca jsou sice jen 23 m vysoké, ale svojí zajímavostí ročně lákají tisíce turistů a patří tak k hlavním lákadlům parku.
Poblíž města Jasper leží Patriciino jezero, kde za 2. světové války probíhala část zkoušek Projektu Habakkuk, plánu na stavbu nepotopitelné letadlové lodi zhotovené z kompozitního materiálu zvaného pykrete.

## Galerie

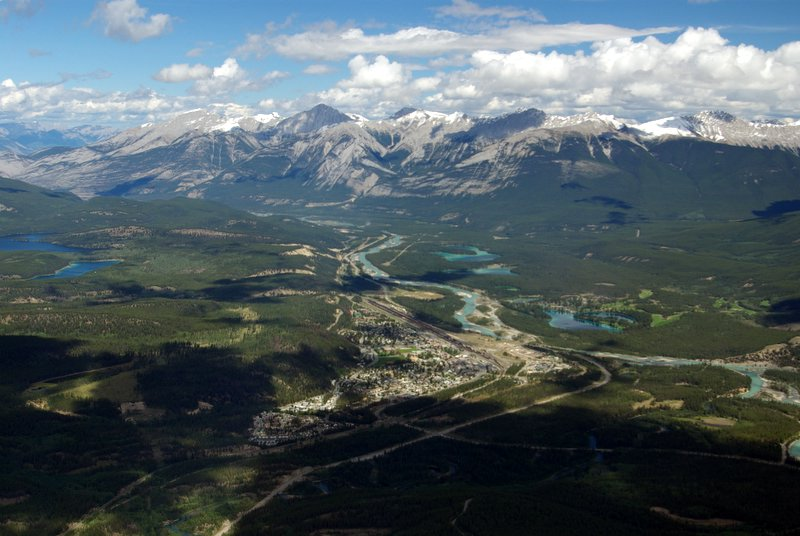
Město Jasper
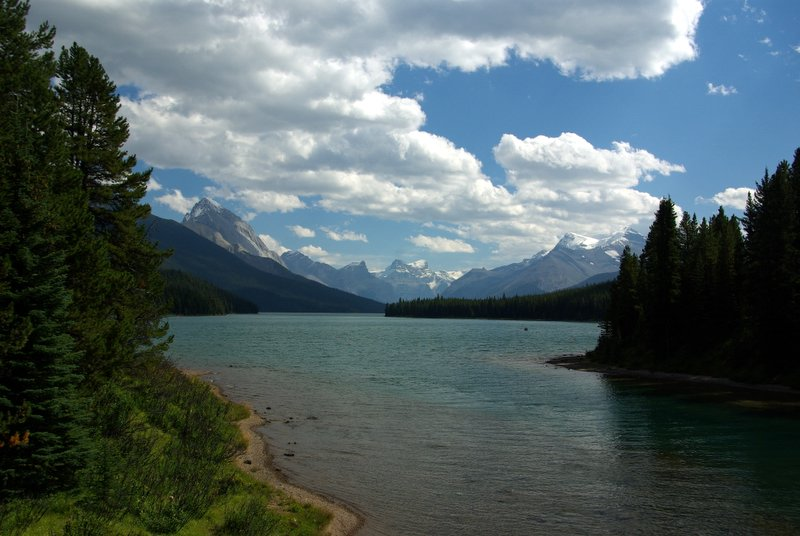
Jezero Maligne
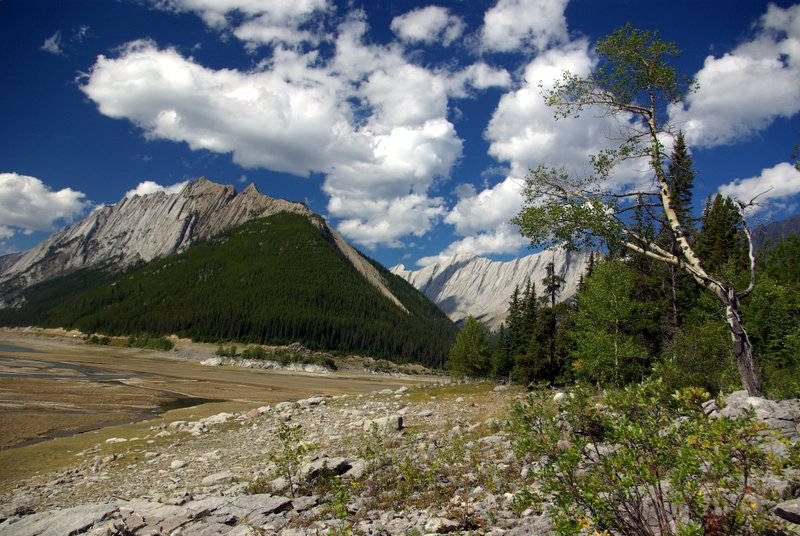
Údolí Maligne

## Zajímavost
Odehrává se zde děj kreslené pohádky Alfa a Omega (2010).